# Capena
Capena è un comune italiano di 10 989 abitanti della città metropolitana di Roma Capitale nel Lazio.

## Geografia fisica

### Territorio
Il territorio di Capena, di 29,51 km², si estende da nord verso sud, tra la Via Flaminia e la Via Tiberina tra i 30 m s.l.m. del Bivio di Capannelle e i 210 m s.l.m.
Il paese poggia su vari colli la cui altitudine media è di 160 m s.l.m., geologicamente terrazzi fluviali della valle del Tevere, mentre nelle più basse campagne circostanti al paese sorgono varie frazioni come Colle del Fagiano e Pastinacci. Più a nord si dislocano "Le Macchie", quelle che sono le campagne capenate dove nei lunghi pendii delle colline, solcati a valle da vari fossi che affluiscono poi nel bacino imbrifero del Fosso di Gramiccia, si trovano numerosi uliveti e vigneti dove si produce il noto vino locale "Castellaccio".

### Clima
- Classificazione climatica: zona D, 1747 GR/G

Il clima capenate è soggetto in inverno ad ampie escursioni termiche legate all'altitudine.
Vediamo infatti che sotto i 100 metri, per via dell'umidità fornita dal fiume Tevere, le mattine invernali sono molto fredde (punte −5 °C) opposto del pomeriggio quando si riscontrano anche 15 gradi.
Nelle zone più alte, la temperatura minima è mite e la massima leggermente più fredda.
D'estate le temperature massime sono molto alte in tutto il territorio, visto che i valori più alti dei mesi luglio-agosto hanno raggiunto i 40 °C.
I venti che soffiano sono perlopiù provenienti da nord e da ovest.
La tramontana dà inizio all'inverno intorno al mese di dicembre.

## Storia

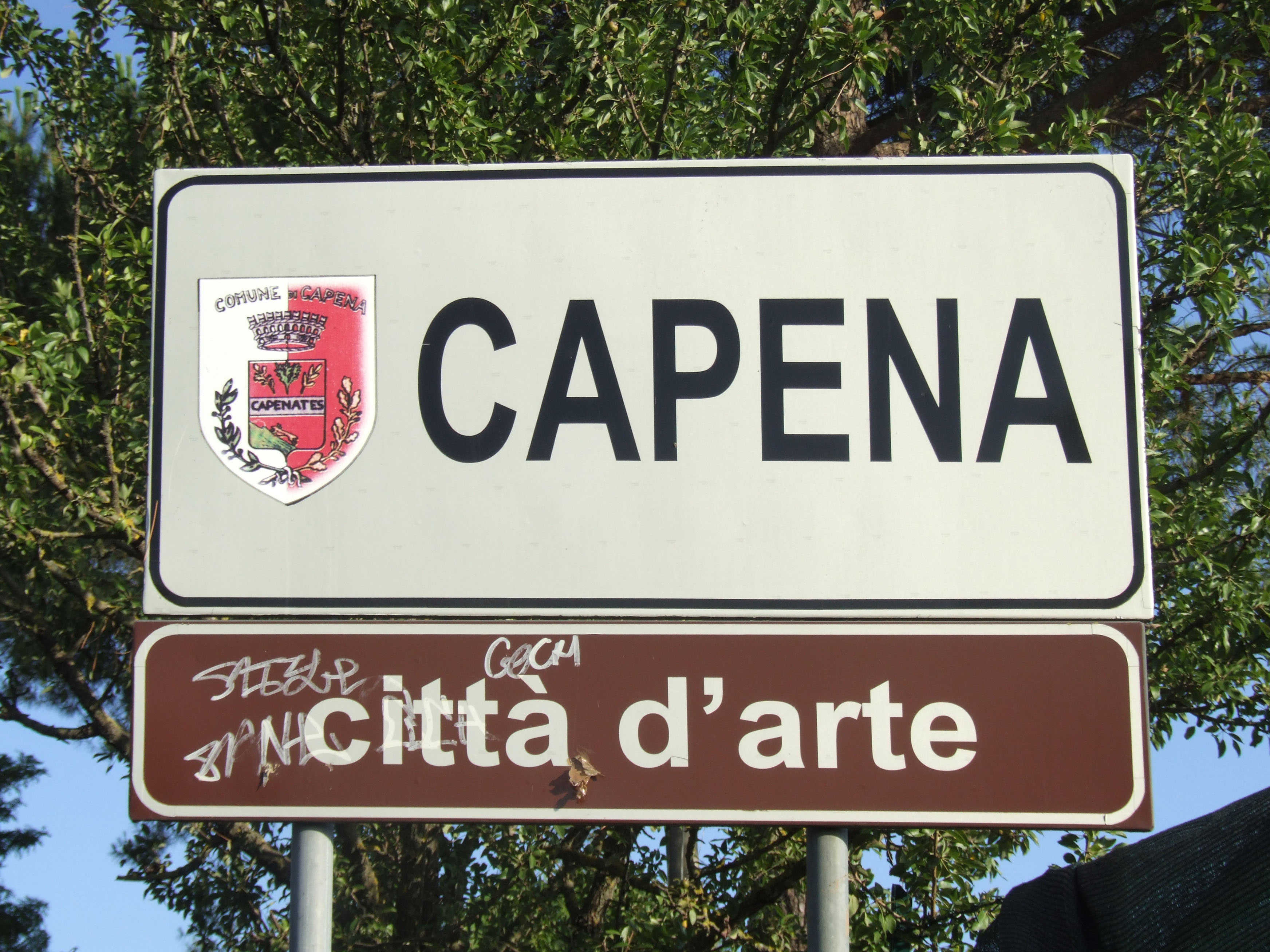
La Regione Lazio ha insignito Capena del titolo di Città d'Arte

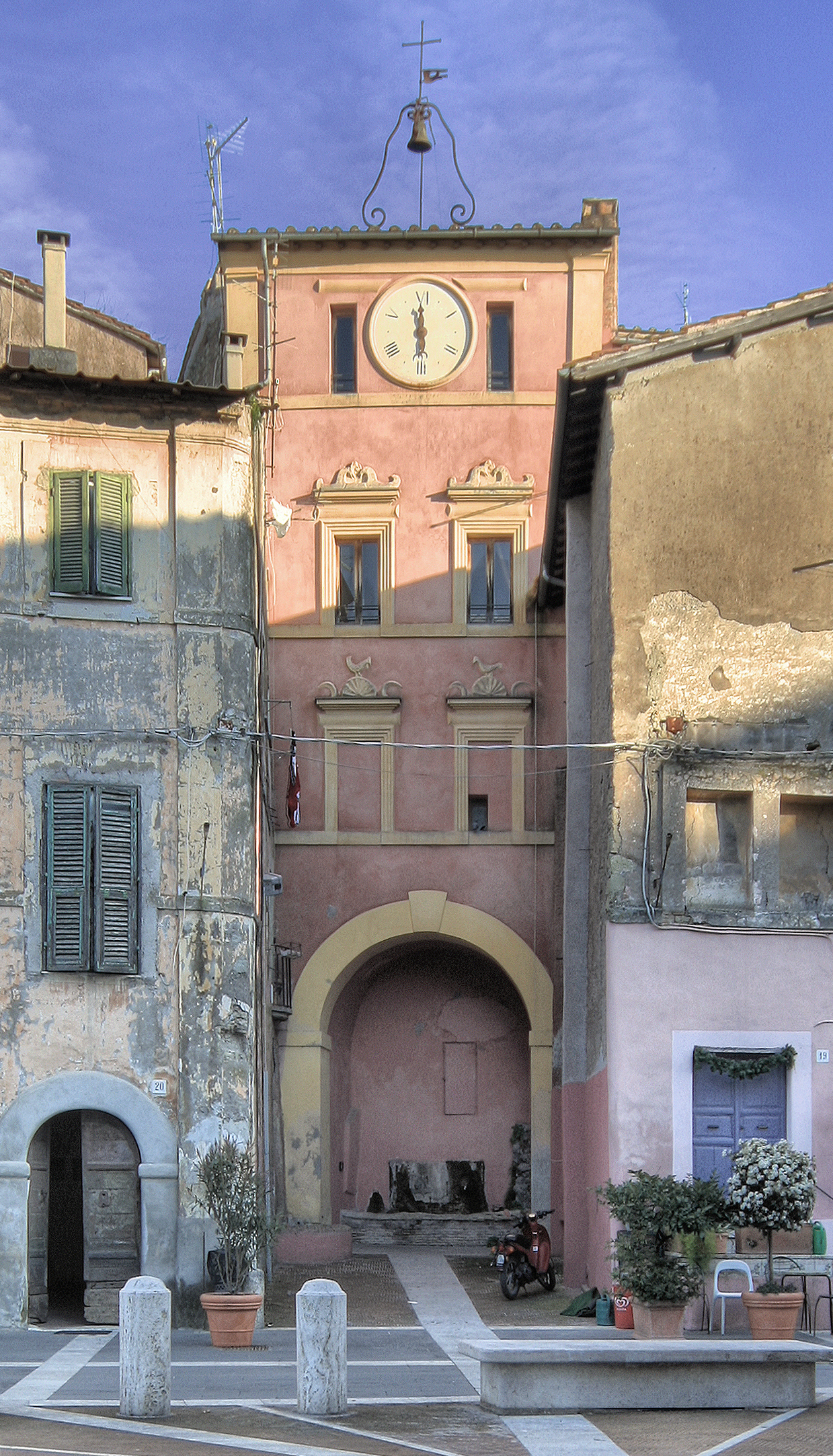
Torre dell'Orologio - Piazza del Popolo - Centro Storico - Capena

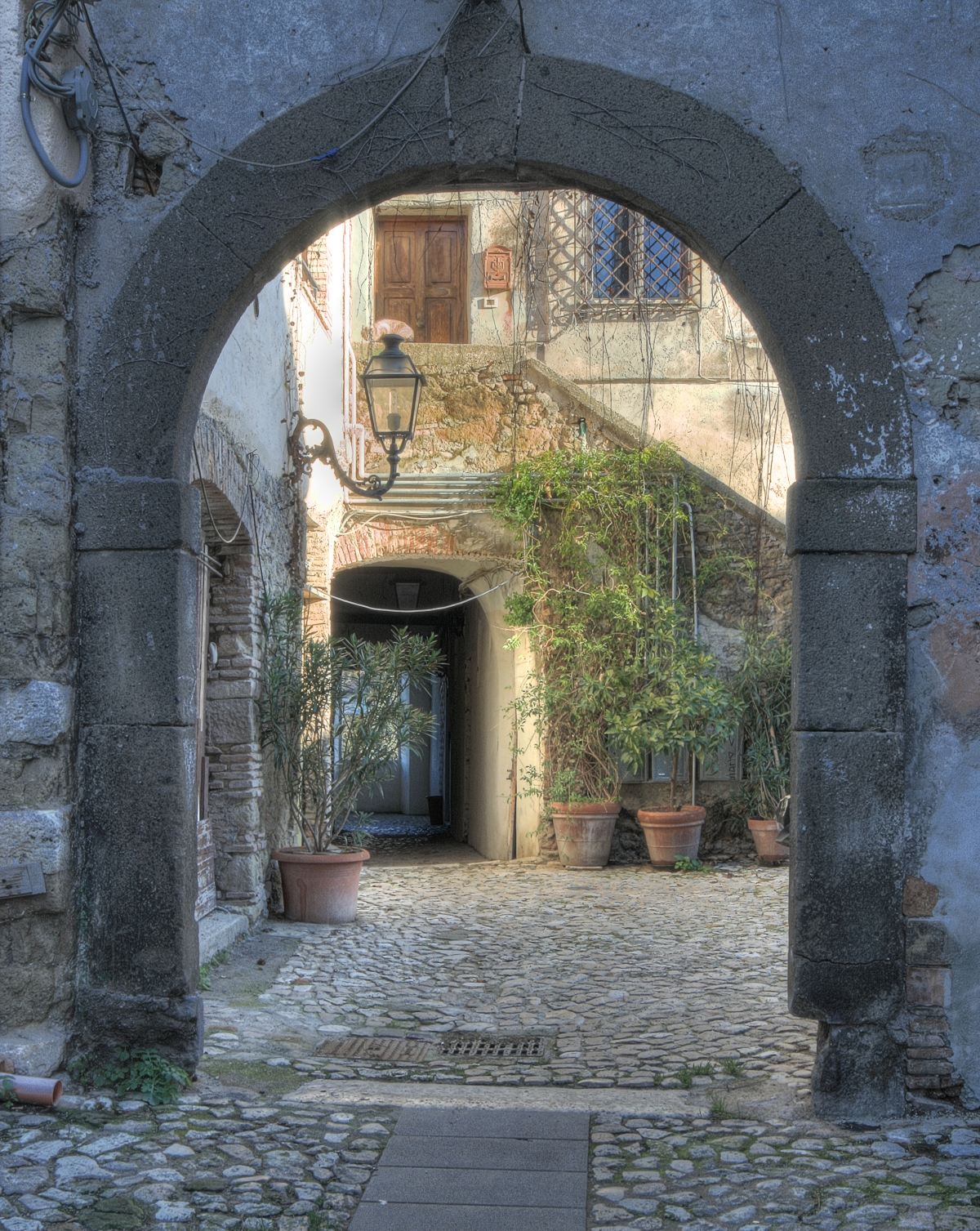
Portale corte interna Castello di Leprignano - Centro Storico - la Rocca

### Epoca arcaica
La città arcaica di Capena sorgeva sul colle della Civitucola, centro principale dei Capenati.
I Capenati furono una fiorente popolazione che prosperava nella Valle del Tevere prima dell'avvento di Roma. La loro cultura ebbe degli aspetti propri, ebbe varie influenze esterne, come quella etrusca, latina e sabina. Parlavano una lingua, affine al falisco, simile al latino e con influenze di cultura appenninica Osco-Umbre-Sabelliche. Secondo la tradizione letteraria antico romana invece la fondazione della città si deve agli Etruschi veienti o connesse al re (storicamente ignoto) etrusco Propertius.
Il territorio capenate (Ager Capenas in epoca romana imperiale) si estendeva lungo la riva destra del Tevere, fino a nord con la città di Falerii Veteres, a est con il centro arcaico Cures Sabini, e a sud ovest con la città di Veio. Comprendeva gli attuali comuni di: Capena, Civitella San Paolo, Morlupo, Fiano, Nazzano, Ponzano, Filacciano, Torrita, Rignano, Sant'Oreste, Castelnuovo di Porto e Riano.
Determinante per la sua formazione più antica fu la vicinanza con il Tevere, importante via di traffico che dall'Adriatico centro-orientale, attraverso la via Salaria giungeva al Tirreno, permettendo numerosi scambi economici e culturali fino dall'Età del Bronzo.
I principali centri abitati della zona erano: Capena, sul colle della Civitucola, o Castellaccio, il Lucus Feroniae, importante centro di culto e commercio e la città di Saperna, di cui non è ancora certa l'esatta ubicazione. Da alcune fonti antiche però, risulta che un altro centro religioso si trovava anche sul Monte Soratte, al confine con il territorio falisco, dove c'era il culto di Apollo Sorano.
Dalla fine del VII secolo, inizi del VI a.C., si nota una sempre maggiore influenza della cultura etrusca su quella capenate, che culminerà con l'ammissione del territorio di Capena nella Confederazione dei popoli etruschi. Nel IV secolo a.C. ebbe luogo la mitica e decennale guerra tra Veio, i Capenati e i Falisci alleati e Roma, per il controllo di questa zona del Tevere. Queste lotte terminarono con la sconfitta degli alleati da parte di Roma nel 395 a.C. e con la caduta di Veio per mano di Furio Camillo.

### Epoca romana repubblicana
Dopo la conquista romana, tutto il territorio fu ascritto alla Tribù Stellatina con la creazione di un Municipio Federato nel 387 a.C.
Del periodo repubblicano non si hanno molte notizie, certo è che Capena mantenne la sua importanza di "Municipio Federato", ricco e fiorente, come testimoniano i numerosi ritrovamenti di manufatti del periodo ellenistico e la fama dei tesori del Lucus Feroniae, che attirò anche Annibale, il quale nel 211 a.C. saccheggiò il santuario

### Epoca romana imperiale
Nel periodo imperiale, parte del territorio fu inglobato nel "Patrimonium Caesaris" e aumentarono i latifondi, come dimostrano le numerose Ville sorte nella zona, la più famosa delle quali è la Villa dei Volusii. Infatti, a causa dell'instabilità dell'autorità imperiale e dell'inflazione, che determinò l'abbandono delle città da parte dei nobili, questi si ritirarono nei propri latifondi. Ogni villa del tardo Impero cominciava così, ad avere l'aspetto di quello che doveva essere più tardi, il feudo Medioevale con il suo castello come nucleo centrale e il borgo fortificato, che era chiamato "Castrum".

### Medioevo
Nell'era cristiana, il territorio fu chiamato Collinense, per la natura del suolo, e il primitivo "Patrimonium Caesarìs" divenne un feudo della Chiesa di Roma e fu un baluardo contro l'invasione dei Longobardi e dei Franchi, dei cui passaggi si hanno testimonianze storico-artistiche. Notizie di questa denominazione si hanno in una bolla di Leone IV dell'854 in cui c'è un elenco dei beni del Monastero di S. Martino che per lungo tempo ospitò i Monaci Benedettini.
Un'altra citazione del territorio Collinense la si ha in un "Istrumentum Rogatum" del 962, sotto il papato di Giovanni XII, dove una certa Agata dona al Monastero di S. Martino, alcuni beni del territorio Collinense. La sede dell'antica Capena, distante alcuni chilometri dall'attuale paese, si trova in località "Macchie", sulla collina denominata Civitucola, che viene però chiamata comunemente "Castellaccio" a causa del rudere che sovrasta l'altura.

### Epoca contemporanea
Nell'area della città affiorano ancora numerosi frammenti di ceramica e marmo di età romana e anche frammenti ad impasto del periodo arcaico. Da quest'area provengono le statue e le numerose iscrizioni su basi onorarie che sono attualmente conservate in parte nell'edificio del Comune e in parte nei Giardini Pubblici. Si tratta di monumenti eretti dai Capenati - come era costume nell'età imperiale - in onore degli imperatori romani e dei personaggi illustri dell'epoca. Da notare soprattutto quelle riguardanti Settimio Severo e sua moglie Giulia Domna e Caracalla. Queste basi furono poste nell'antica Capena il 18 settembre del 198 d.C., come risulta da uno di questi cippi, probabilmente nel Foro, dal pretore capenate Manilio Crescente. In una di queste basi è interessante notare la cosiddetta "damnatio memoriae" nei confronti di Geta, fratello minore di Caracalla. Il nome di Geta fu abraso dopo che fu ucciso per ordine del fratello. Nelle altre iscrizioni sono onorati altri imperatori come Aureliano e Gordiano III e alcune sacerdotesse di Cerere e di Venere: Giulia Paolina e Varia Italia.

### Centro storico
L'attuale città di Capena che si differenzia dall'antica Capena sul colle della Civitucola, ha anch'essa origini molto antiche. Il suo nucleo primitivo che attualmente viene chiamato in parte "la Rocca" e in parte "Paraterra" è costituito da un imponente tallone di tufo, con pareti molto scoscese.
Il luogo ha una storia particolare: esso infatti non è stato abitato in modo continuativo ma, come è avvenuto anche in altri paesi arroccati, era frequentato nei periodi di insicurezza (guerre, invasioni), proprio grazie alle sue difese naturali, mentre durante epoche di pace e tranquillità era meno abitato.
Le tracce della sua frequentazione risalgono addirittura alla Preistoria: si trovano infatti testimonianze e tracce di vita a Paraterra e lungo le pareti dello sperone. Questo è chiaramente dovuto alla conformazione del luogo che offriva grotte per abitazione, numerosi corsi d'acqua nella valle e molta fauna.
Si hanno tracce del periodo romano in un Colombario situato sulla parete di tufo a picco, a Sud-Ovest, in località Paraterra.
I colombari sono un tipo di sepoltura, utilizzata soprattutto in epoca romana, durante l'impero; essi consistono in un'ampia camera che ha, lungo tutte le pareti, numerose nicchie consecutive, dove venivano poste le urne cinerarie. I colombari comunque sono presenti già dal IV secolo a.C., nel mondo Etrusco. Quello di Capena, che in paese viene chiamato "Farmacia Vecchia" è ascrivibile molto probabilmente, al II- I secolo a.C. È costituito da quattro stanze superiori rettangolari, con volta a botte, vicino alle quali c'è un pozzo circolare profondo circa 20 mt. Al di sotto c'è un'altra camera molto ampia di mt. 4,60 x 6,10, con un pilastro centrale, con circa 400 loculi. Adiacente a questa, c'è un'altra stanza più piccola, con volta a botte, con un solo grande loculo.
Altra testimonianza forse di epoca romana, sono i resti di un muro, in opera quadrata, che proteggeva l'unico punto d'accesso allo sperone, ed il muro è stato successivamente inglobato nella costruzione del Palazzo dei Monaci.
Tutto lo sviluppo delle fasi successive al periodo romano è facilmente individuabile, in base alle caratteristiche architettoniche degli edifici: la parte più antica è sicuramente Paraterra. Il tessuto urbano tipicamente medioevale è caratterizzato da strade strette e improvvise aperture (piazzette), nella cui pavimentazione si notano ancora numerosi basoli e tratti di selciato. Interessante è anche la presenza di numerose case a schiera, dove si notano piccole finestre, archetti e tratti di strade coperti con archi, sopra i quali si trovano alcune case. Qualcuno di questi "passaggi coperti" ha ancora un soffitto di legno. Per tutto l'abitato si notano elementi marmorei anche più antichi, riutilizzati nelle costruzioni. Si conserva ancora parte delle mura di cinta con un ingresso ad arco rotondo di peperino con la traccia di una caditola (usata per sbarrare il portone). Sopra l'arco c'è ancora l'impronta dell'antico scudo, che aveva lo stemma della città di Leprignano.
Attorno al nucleo medioevale si sviluppò la parte Rinascimentale, con la sistemazione della Rocca dove furono aperte due piazzette e fu costruita una chiesa, ora diroccata, dedicata a San Michele Arcangelo, di cui si conserva l'elegante portale di marmo con un'iscrizione sull'architrave che riporta anche la data di costruzione, 1477: "MCCCLXXVII - T(empore) - SIXTI PP IIII". Nella chiesa si trovavano molti affreschi di cui non ne rimangono adesso che poche tracce. Testimonianze di rifacimenti negli ambienti sottostanti la chiesa consistono nell'apertura di finestre, su una delle quali si nota la data di tali lavori: 1642. Durante questo periodo fu ampliato e sistemato il poderoso Palazzo dei Monaci.

### Leprignano
Al fenomeno della costituzione dei latifondi nel Tardo Impero, si ricollega anche l'origine di fundus Apronianum, al quale alcuni studiosi concordano nell'attribuire la derivazione del nome Leprignano, che si incontra per la prima volta una bolla di papa Gregorio VII del 1081, dove fundus Apronianum, viene chiamato Castrum Lepronianum.
Il 14 marzo 1081 papa Gregorio VII, con una bolla, concesse il possesso del territorio di Leprignano (ex Fundus Apronianum) al monastero benedettino di San Paolo fuori le mura.
Successive conferme di questa donazione, si ebbero nelle bolle dell'antipapa Anacleto (1130), di Onorio III (1218) e nel decreto imperiale di Carlo V (1369).
Durante il pontificato di Pasquale II (1099-1118) un certo Teobaldo di Cencio usurpò tutti i possedimenti del monastero, compreso il paese di Leprignano.
I figli di Teobaldo, Cencio e Stefano, lo restituirono ma lo ebbero in enfiteusi.
Nel 1311 tutte le proprietà furono concesse in enfiteusi dai monaci a Pietro di Stefano Tosecchi. Nella metà del Trecento, Leprignano era scarsamente popolato, tanto che da alcuni documenti dell'epoca sappiamo che si consumavano solo "6 rubia di sale" a semestre, circa cinquanta chilogrammi.
Papa Bonifacio IX nel 1390 concesse il paese ad Antonio Citti o Cicei, abruzzese. Nel 1522 si ha notizia che il monastero affittò Leprignano a Francesco della Rovere, vescovo di Volterra e al fratello Antonio; quindi al barone Argelli, conservandone però la proprietà. Dagli archivi storici del Vaticano e dell'abbazia di S. Paolo, si hanno notizie di una rivolta degli abitanti di Leprignano contro i monaci, nel 1594:
"Di Roma a di 16 novembre 1594. La matina di lunedì comparsero circa 40 donne con 4 huomini di Liprignano sotto le fenestre del papa a' gridare giustizia; il che inteso da Sua Santità fin quando celebrava la messa, mandò a dimandare della causa di questa novità, e fu trovato che si lamentavano delli frati di S. Paolo padroni di detto luogo per conto de li grani. Onde furono carcerati li huomini" (BAV., Cod. Urb. Lat. 1062).
La rivolta sfociò poi nell'occupazione da parte dei Leprignanesi del territorio di Leprignano. Nel 1614, il monastero rientrò in possesso del territorio e fu stipulato un atto di concordia nel 1617. Gli abitanti di Leprignano, però, continuarono a ribellarsi ai monaci per tutto il Seicento e Settecento.
L'amore per la libertà e l'indipendenza del popolo Capenate si manifestò anche per tutto l'Ottocento, durante le guerre di Indipendenza. Infatti, alcuni abitanti del paese presero parte alle lotte al fianco di Garibaldi, soprattutto nella battaglia di Mentana avvenuta il 3 novembre 1867.
Subito dopo la caduta dello Stato Pontificio nel 1870, il territorio di Leprignano si staccò dalla giurisdizione dei monaci
Nel 1910 il monastero di S. Paolo affittò il palazzo alla chiesa parrocchiale e nel 1920 fu affittato al comune che lo utilizzò come sede del municipio e come scuola elementare fino al 1930. Successivamente il monastero vendette il palazzo a privati.

### Immigrazione marchigiana a Leprignano
Il più rilevante fenomeno demografico dell'Ottocento leprignanese è costituito dall'accentuarsi del flusso migratorio dalle Marche, e specialmente dall'area fermana intorno alla metà del secolo.
L'immigrazione marchigiana in Leprignano è attestata sin dal Cinquecento: un notevole incremento del flusso migratorio si verificò tra la fine del Seicento e inizio Settecento con punto di partenza Loro Piceno e Mogliano (oggi in provincia di Macerata). Sicuramente maggiori le proporzioni dell'immigrazione ottocentesca con punto di partenza il quadrilatero Monteleone di Fermo, Monsampietro Morico, Montottone, Sant'Elpidio Morico, notevolissimo l'apporto da Monteleone con le famiglie degli: Alessandrini, Antonelli, Brasili, Cecaloni (in origine Ciucaloni), Funari, Guidotti (giunti a Monteleone da Cossignano), Lauri, Monti, Pettinelli, Scriponi (in origine Scriboni giunti a Monteleone da Monsanpietro Morico), Simonelli, Speranza, Vecchiotti e Venezia. Un altro ramo della famiglia Guidotti è originario di Modena, Reggio Emilia e Bologna. Capena fu testimone sul suo territorio del Risorgimento nel 1848/49, della Repubblica Romana e 1867, della Campagna dell'Agro Romano per la liberazione di Roma con i fratelli Cairoli. Vincenzo Cola di Carlo Romano e Mariangela Barbetti, vedova di Silvi Giuseppe, nato a Leprignano il 4 ottobre 1809, tenente, Ufficiale di Ordinanza S. M. (da un biglietto di Garibaldi diretto al Cola Epistol. 112), Commissario della Repubblica a Tivoli il 20 aprile 1846. Nel 1850 a Leprignano vestiva la divisa garibaldina ed era sorvegliato dalla polizia pontificia. Morì a Roma l'11 agosto 1876 (dall'archivio storico privato del direttore del Museo di Mentana).

## Monumenti e luoghi d'interesse

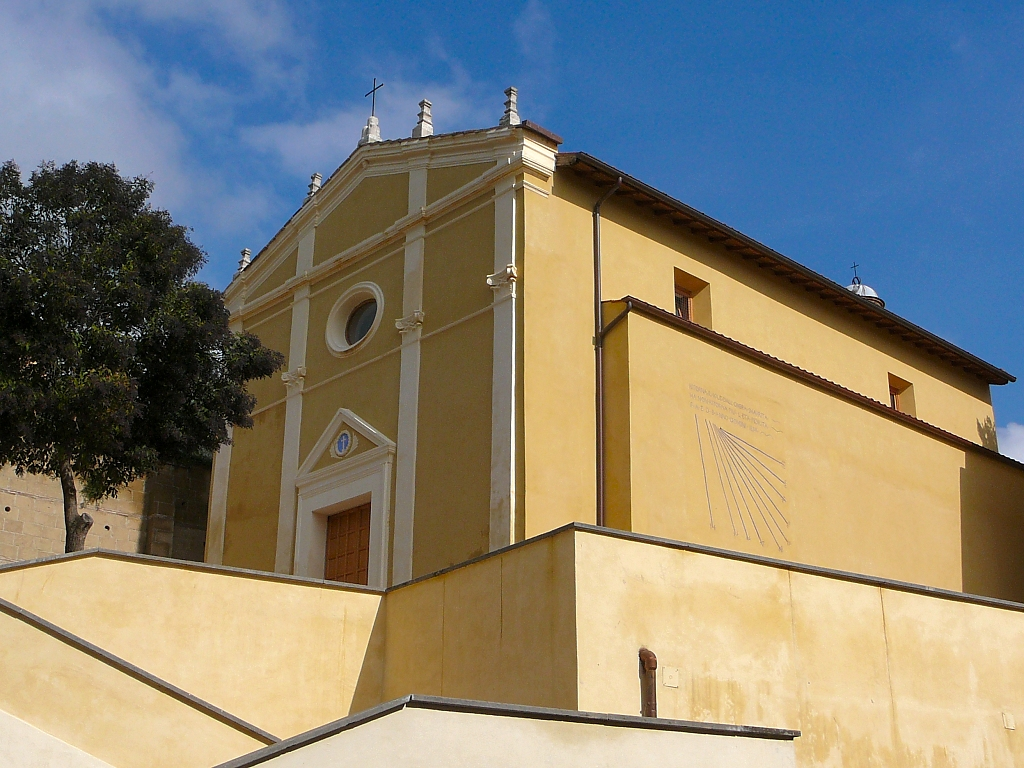
Chiesa di San Antonio - Capena

### Architetture religiose
- San Michele Arcangelo, Duomo.
- Santa Maria delle Grazie, santuario.
- Sant'Antonio abate, “già Sant'Antonio abate e San Felice Martire”.
- San Leone, chiesa cimiteriale.
- San Marco Evangelista, cappella rurale.
- San Michele Arcangelo alla Rocca, diroccata.
- San Luca e San Sebastiano, demolita.
- Santa Maria degli Angeli, demolita.

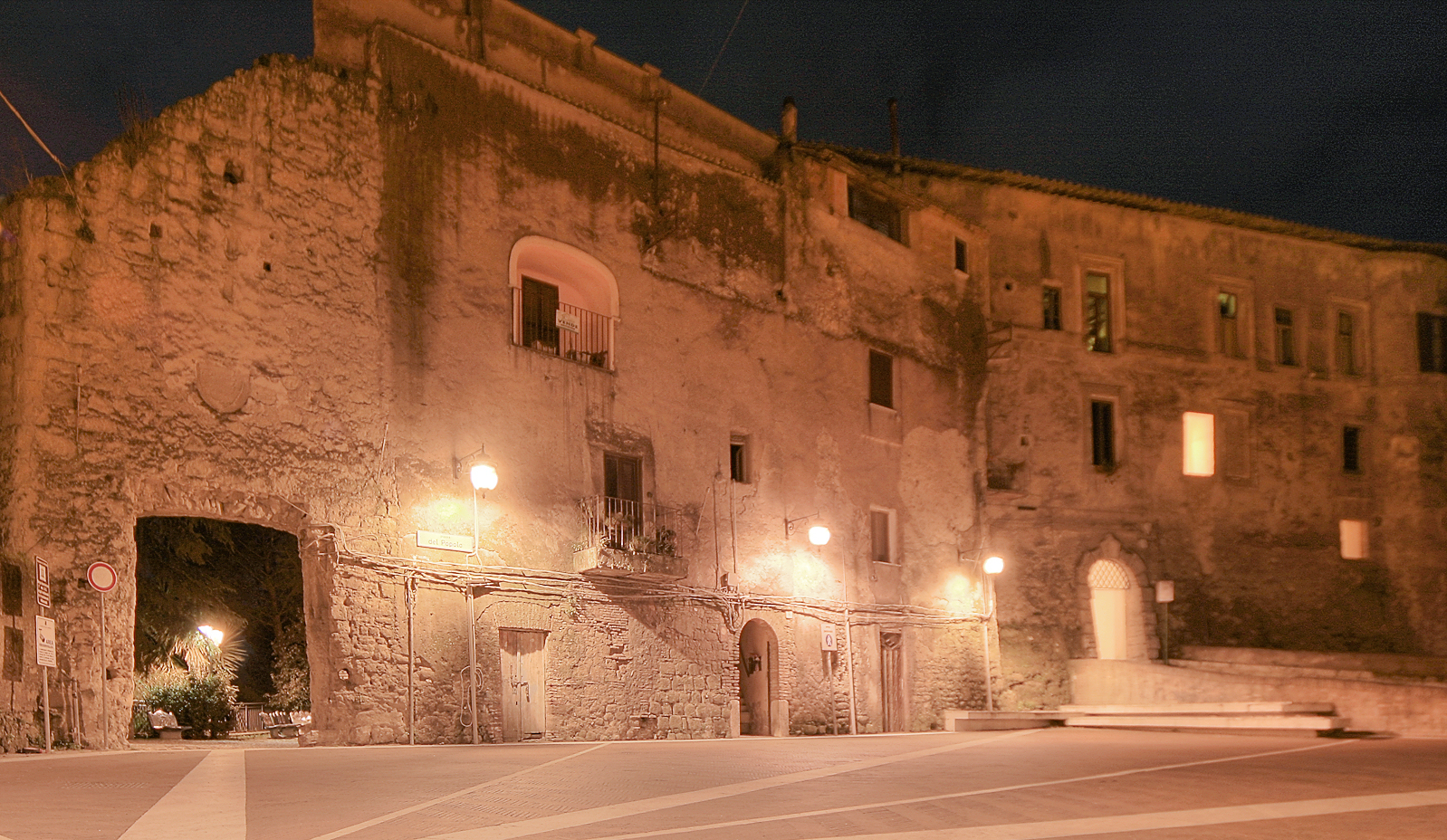
Castello di Leprignano - Palazzo Abbaziale dei Monaci Benedettini - epoca Alto Medioevo - Centro Storico Capena

- Santa Marta, Frazione Scorano

### Architetture civili
- Palazzo dei Monaci, origine alto-medievale, ha origine dal restauro e all'ampliamento del Castello Medievale di Leprignano.

Nell'anno 1040 fu occupato con la forza da Teobaldo da Cencio figlio di Stefano Prefetto di Roma, i figli di Tebaldo restituirono al Monastero di San Paolo il Castello usurpato, riottenendolo tuttavia immediatamente in enfiteusi.
Nel 1486 durante la guerra tra Innocenzo VIII e Ferdinando re di Napoli, Leprignano si arrese senza combattere ad Alfonso d'Aragona, duca di Calabria. Circa un secolo dopo, il Castello di Leprignano venne occupato da Alfonso Piccolomi con l'aiuto della famiglia Orsini signori di Morlupo, nel XVI secolo l'abate di San Paolo tornò ad esercitare il suo potere sul Castello di Leprignano, nei secoli successivi il Castello fu ceduto e rimaneggiato più volte, fu residenza dei monaci benedettini di san paolo, poi residenza municipale e palazzo di rappresentanza, attualmente è interamente di proprietà di privati.

### Architetture militari
- Castello di Scorano, Il Castello di Scorano (Capena) si presume fu edificato dalla famiglia Orsini su antiche preesistenze Capenati, successivamente divenne proprietà dei Principi Massimo, il maniero fu abitato fino alla sua morte dal Principe Vittorio Emanulele Massimo (Principe di Roccasecca dei Volsci), secondo genito del Principe Camillo Francesco Massimo (Principe di Arsoli) e di Eleonora Brancaccio.

Dopo la morte del Principe Vittorio Emanuele Massimo, il Castello è stato venduto a privati.
Leone Massimo (Principe di Arsoli) - Maria Principessa di Savoia -
Vittorio Emanuele Massimo (Principe di Roccasecca dei Volsci) - Margrethe Bechshöft - Dawn Victoria Addams - Josefa Domingas Soares -
Elizabetta Massimo - Angelo Falcone

### Altre architetture
- Monumento dei Caduti delle due Guerre, scultura di Piraino.

### Aree archeologiche
- Civitucola, area archeologica - Acropoli e Necropoli di Monte Cornazzano, delle Saliere e di San Martino, sito dell'antica città stato di Capena, la capitale dei Capenati, alcuni studiosi attribuiscono la fondazione della città ai Veienti altri attribuiscono la fondazione della città al Re etrusco Propertius, la città di Capena sotto il dominio Romano venne assegnata alla tribù Stellatina (387 a.C.). L'ubicazione della città, in epoca moderna, fu individuata nel XVIII secolo da Pierluigi Galletti.
- Lucus Feroniae, area archeologica - museo, antico santuario della dea Feronia, centro commerciale e religioso dell'antica Capena (capitale dei Capenati), a ridosso dell'area sacra, tra la via Tiberina e l'Autostrada A1, sorge la grande villa dei Villa dei Volusii Saturnini.

Lucus Feroniae è un sito archeologico situato nel comune di Capena, sulla via Tiberina.
Era un luogo dove confluivano tre differenti gruppi etnici antichi: Latini, Sabini ed Etruschi. Divenne colonia romana al tempo di Gaio Giulio Cesare.
Nel museo annesso si possono ammirare statue provenienti dallo scavo della sala del culto imperiale, annessa alla Basilica del Foro.
Gli scavi comprendono il Foro rettangolare sul quale si affacciano una Basilica, un tempio di epoca repubblicana, un altro tempio di un dio non ben identificato e un viale pergolato pedonale, sul quale si affacciano delle tabernae, negozi o botteghe, in alcune delle quali, sul pavimento, sono visibili dei mosaici, mentre all'ingresso di altre una sorta d'ideogramma faceva capire l'attività del commerciante svolta all'interno, come un'insegna pubblicitaria moderna. Al centro del Foro pare che ci fosse una statua dell'imperatore.
Negli scavi vi sono anche un anfiteatro, con capienza di circa 5000 persone, delle terme con annessi frigidarium, tepidarium, calidarium e una schola.
- Torre dell'orologio, MUSEO CIVICO

Il Museo Civico di Capena – Torre dell'Orologio è interamente dedicato all'archeologia medievale. Le vetrine contengono reperti provenienti da scavi svolti nel centro storico della città di Capena (La Rocca - Paraterra - finestracce ). L'edificio, risalente al XV secolo, fu anche usato come archivio del Comune di Leprignano (Capena). Sulla sua sommità spicca l'antico orologio a contrappesi.

### Aree naturali
- Lago Puzzo[7][8], lago di origine carsica che nella storia ha cambiato più volte sito. L'attuale Lago Puzzo si è formato per la prima volta nel 1856 ma dopo circa 44 anni il lago non esisteva più, riempito da depositi lacustri e palustri; nel 1925 un'altra voragine (fenomeno carsico di sprofondamento del terreno noto col nome di Sinkhole), annunciata da forti rumori e scuotimenti del terreno, si aprì improvvisamente nello stesso posto, formando un nuovo lago di circa 100 metri di diametro e 30 metri di profondità.
- Lago Nuovo[9]. Nel 1985, a circa 3 chilometri a nord del Lago Puzzo in direzione Macchie – Civitucola, sito dell'antica città stato di Capenas, si è formato un nuovo sinkhole: chiamato Lago Nuovo, preannunciato anch'esso da tre forti detonazioni, si è aperto con emissioni di acido solfidrico. La voragine, che misurava 260 metri di diametro ed era profonda 20 metri, oggi non esiste più ed è difficile riconoscerne la forma, a causa della forte attività agricola intrapresa nell'area.
- Fosso di Gramiccia

## Società

### Evoluzione demografica
Abitanti censiti

### Etnie e minoranze straniere
Secondo i dati ISTAT al 31 dicembre 2019 la popolazione straniera residente era di 1 728 persone. Le nazionalità maggiormente rappresentate in base alla loro percentuale sul totale della popolazione straniera residente erano:
1. Romania 917 53,07%
2. Albania 119 6,89%
3. Macedonia 83 4,80%

## Economia

### Artigianato
Tra le attività economiche più tradizionali, diffuse e rinomate vi sono quelle artigianali, come la lavorazione e l'arte del ferro.

## Infrastrutture e trasporti
La stazione di Morlupo-Capena, nel comune confinante di Morlupo, è servita dalla ferrovia Roma-Civita Castellana-Viterbo.

## Amministrazione
Nel 1933 Leprignano cambia denominazione in Capena.
| Periodo         | Periodo         | Primo cittadino        | Partito                         | Carica                  | Note |
| --------------- | --------------- | ---------------------- | ------------------------------- | ----------------------- | ---- |
| 11 giugno 1995  | 12 giugno 1999  | Roberto Barbetti       | Centrosinistra                  | Sindaco                 |      |
| 14 giugno 1999  | 13 giugno 2004  | Riccardo Benigni       | Centrodestra                    | Sindaco                 |      |
| 14 giugno 2004  | 7 giugno 2009   | Riccardo Benigni       | Centrodestra                    | Sindaco                 |      |
| 8 giugno 2009   | 25 maggio 2014  | Antonella Bernardoni   | Centrodestra                    | Sindaco                 |      |
| 26 maggio 2014  | 2 novembre 2016 | Paolo Di Maurizio      | Lista civica Impegno per Capena | Sindaco                 |      |
| 4 novembre 2016 | 12 giugno 2017  | Giovanni Luigi Bombagi |                                 | Commissario Prefettizio |      |
| 13 giugno 2017  | 12 giugno 2022  | Roberto Barbetti       | Lista civica Futuro Adesso      | Sindaco                 |      |
| 12 giugno 2022  | in carica       | Roberto Barbetti       | Lista civica Futuro Adesso 2.0  | Sindaco                 |      |

### Altre informazioni amministrative
- Nel 2011 è stato istituito il Consiglio comunale dei Giovani.
- Dal 2013 ha aderito alla Conferenza dei sindaci dell'area Tiberina/Flaminia/Cassia.
- Dal 2015 il Comune di Capena fa parte del Consorzio intercomunale dei servizi e interventi sociali Valle del Tevere[13] insieme ad altri 16 comuni ricandenti nel distretto socio-sanitario 4 della ASL Roma 4.

## Sport

### Calcio
- ASD Capena Calcio 2021 milita nel campionato di seconda categoria 2023-2024

### Calcio a 5
Città Di Capena, serie A femminile 2020/21